# Izba Architektów Rzeczypospolitej Polskiej
Die Izba Architektów Rzeczypospolitej Polskiej ist die Architektenkammer der Republik Polen und steht an der Spitze der polnischen Architektenberufsselbstverwaltung (samorząd zawodowy architektów). Die im Dezember 2000 gegründete Kammer hat ihren Hauptsitz in Warschau.

## Organe
Deren Organe sind:
- Landesrat der Architektenkammer (Krajowa Rada Izby Architektów)
- Landesprüfungsausschuss der Architektenkammer (Krajowa Komisja Rewizyjna Izby Architektów)
- Landesbefähigungsausschuss der Architektenkammer (Krajowa Komisja Kwalifikacyjna Izby Architektów)
- Landesdisziplinargericht der Architektenkammer (Krajowy Sąd Dyscyplinarny Izby Architektów)
- Landesbeauftragter für berufliche Haftung der Architektenkammer (Krajowy Rzecznik Odpowiedzialności Zawodowej Izby Architektów)

### Bezirksarchitektenkammer
An der Wojewodschaftsebene sind 16 Bezirksarchitektenkammer (okręgowa izba architektów) angelegt:
- Bezirksarchitektenkammer Niederschlesien (Dolnośląska Okręgowa Izba Architektów)
- Bezirksarchitektenkammer Kujawien-Pommern (Kujawsko-Pomorska Okręgowa Izba Architektów)
- Bezirksarchitektenkammer Lublin (Lubelska Okręgowa Izba Architektów)
- Bezirksarchitektenkammer Lebus (Lubuska Okręgowa Izba Architektów)
- Bezirksarchitektenkammer Lodsch (Łódzka Okręgowa Izba Architektów)
- Bezirksarchitektenkammer Kleinpolen (Małopolska Okręgowa Izba Architektów)
- Bezirksarchitektenkammer Masowien (Mazowiecka Okręgowa Izba Architektów)
- Bezirksarchitektenkammer Oppeln (Opolska Okręgowa Izba Architektów)
- Bezirksarchitektenkammer Karpatenvorland (Podkarpacka Okręgowa Izba Architektów)
- Bezirksarchitektenkammer Podlachien (Podlaska Okręgowa Izba Architektów)
- Bezirksarchitektenkammer Pommern (Pomorska Okręgowa Izba Architektów)
- Bezirksarchitektenkammer Schlesien (Śląska Okręgowa Izba Architektów)
- Bezirksarchitektenkammer  Ermland-Masuren (Świętokrzyska Okręgowa Izba Architektów)
- Bezirksarchitektenkammer  Niederschlesien (Warmińsko-Mazurska Okręgowa Izba Architektów)
- Bezirksarchitektenkammer Großpolen (Wielkopolska Okręgowa Izba Architektów)
- Bezirksarchitektenkammer Westpommern (Zachodniopomorska Okręgowa Izba Architektów)

### Bezirksgremien
Deren Gremien sind:
- Rat der Bezirksarchitektenkammer (rada okręgowej izby architektów)
- Bezirksprüfungsausschuss der Architektenkammer (Okręgowa Komisja Rewizyjna Izby Architektów)
- Bezirksbefähigungsausschuss der Architektenkammer (Okręgowa Komisja Kwalifikacyjna Izby Architektów)
- Bezirksdisziplinargericht der Architektenkammer (Okręgowy Sąd Dyscyplinarny Izby Architektów)
- Bezirksbeauftragter für berufliche Haftung der Architektenkammer (Okręgowy Rzecznik Odpowiedzialności Zawodowej Izby Architektów)